# Amitis
Āmitis (perzijsko آمیتیس, Amitis) je bila žena Kira II. Velikega, se pravi kraljica perzijskega Ahemenidskega cesarstva, * 550. leta pr. n. št., Ekbatana,  † 6. stoletje pr. n. št., Perzis.
Amitis je bila hčerka medijskega kralja Astjaga.  Astjag jo je Kiru poslal  morda na enak način, kot je Kambizu I. poslal Mandano.
Ime Amitis v stari perzijščini pomeni moder prijatelj.

## Sklic
1. ↑  Historical Persian Queens, Empresses, Warriors, Generals of the Ancient Persia. MANI. Pridobljeno 15. junija  2015.